# Superfoetatie
Superfoetatie betreft een uiterst zeldzame situatie waarin een vrouwtjesdier tijdens de zwangerschap opnieuw bevrucht wordt. Er zijn zeer weinig gevallen bekend bij mensen. Wat iets vaker voorkomt bij mensen, maar nog steeds heel zeldzaam is, is superfecundatie. Hierbij komen de eicellen uit dezelfde cyclus, maar de bevruchting gebeurt op aparte tijdstippen en dus mogelijk ook van verschillende vaders. Zowel bij superfoetatie als bij superfecundatie worden beide foetussen tijdens dezelfde bevalling geboren, hoewel ze niet even oud zijn. Deze worden echter niet beschouwd als tweelingen omdat het strikt genomen aparte zwangerschappen zijn in dezelfde baarmoeder.